# Aquileia
Aquileia (/ˌækwɪˈliːə/; tiếng Ý: [akwiˈlɛːja]; tiếng Friuli: Acuilee/Aquilee/Aquilea, Venetian: Aquiłeja/Aquiłegia, tiếng Đức: Aglar, tiếng Slovene: Oglej là một thành phố La Mã cổ tại Ý. Nó nằm tại phần đầu của biển Adriatic, rìa các đầm phá, cách bờ biển khoảng 10 km (6 dặm), trên bờ sông Natiso (ngày nay là sông Natisone). Aquileia là một thành phố nhỏ (với khoảng 3.500 dân) nhưng nó từng là thành phố lớn và nổi bật trong thời cổ, với tư cách là một trong những thành phố lớn nhất thế giới với 100.000 dân vào thế kỷ thứ 2. Trường đua tại đây đã thay đổi phần nào kể từ thời kỳ La Mã và ngày nay, Aquileia là một trong những khu vực khảo cổ chính ở miền Bắc Ý.

## Lịch sử

### Thời đại La Mã
Aquileia đã được thành lập như là một thuộc địa của La Mã vào năm 180-181 TCN (BC) dọc theo sông Natiso, trên phần đất liền phía nam của dãy núi Julian Alps, cách vùng đầm phá ven biển khoảng 13 km (8 dặm) về phía bắc. Có lẽ tên của nó xuất phát từ Akylis trong tiếng Celtic. Thành phố này từng phục vụ như là một pháo đài vùng biên có ý nghĩa chiến lược ở góc đông bắc đảm bảo sự thông suốt giao thông ở Ý (một bên bờ sông Po) và được dự định như là để bảo vệ Veneti, đồng minh trung thành của Roma trong những cuộc xâm lược của Hannibal và chiến tranh Illyria. Nó cũng sẽ phục vụ như một thành trì để kiểm tra trước khi các bộ tốc khác vào Cisalpine Gaul. Trong thực tế, cách Aquileia khoảng 6 km từng là nơi của khoảng 12.000 cư dân Celtic Taurisci du mục cố gắng định cư vào năm 183 TCN. Tuy nhiên, vào thế kỷ 13 TCN tại khu vực này, điểm đầu của vịnh Adriatic là khu vực có tầm quan trọng trong việc giao thương hổ phách Baltic (sucinum). Do đó, về mặt lý thuyết không chắc Aquileia đã là một phần của khu vực buôn bán hổ phách của Gallia ngay cả trước khoảng thời gian người La Mã xuất hiện. Tuy nhiên, các hiện vật Celtic từ năm 500 TCN đến khi xuất hiện của đế quốc La Mã được phát hiện rất ít.